# Herbertshagen
Herbertshagen ist ein Ortsteil von Morsbach im Oberbergischen Kreis im südlichen Nordrhein-Westfalen innerhalb des Regierungsbezirks Köln.

## Lage und Beschreibung
In ländlicher, waldreicher Umgebung liegt Herbertshagen am südlichsten Zipfel des Oberbergischen Kreises. Die Städte Gummersbach (38 km), Siegen (35 km) sowie Köln (75 km) sind in wenigen Autominuten zu erreichen.
Benachbarte Herbertshagener Ortsteile sind Rolshagen im Nordwesten, Flockenberg im Osten, Appenhagen und Katzenbach im Süden. 

## Geschichte

### Erstnennung
1492 wurde der Ort das erste Mal urkundlich erwähnt, und zwar „Braun v. Herwertzhain, kölnischer Untertan im Kirchspiel Morsbach, wird genannt in den Akten über Gebrechen (in mittelhochdeutscher Zeit bis etwa 1450 Verwendung in der Bedeutung "brechen, mit Gewalt dringen, ein Verbrechen begehen") Berg-Homburg.“ 
Die Schreibweise der Erstnennung war Herwertzhain.